# 미키의 크리스마스
미키의 크리스마스(Mickey's Once Upon A Christmas)는 미국에서 제작된 브래들리 레이몬드 감독의 1999년 애니메이션 영화이다. 웨인 올와인 등이 주연으로 출연하였다.

## 출연

### 주연
- 웨인 올와인
- 토니 앤셀모
- 제프 베넷
- 코리 버튼
- 짐 커밍스
- 빌 파머
- 숀 플레밍
- 켈시 그래머
- 트레스 맥닐
- 루시 테일러
- 에이프릴 윈첼
- 앨런 영

## 같이 보기
- 크리스마스 영화 목록